# Switch (песня Игги Азалии)

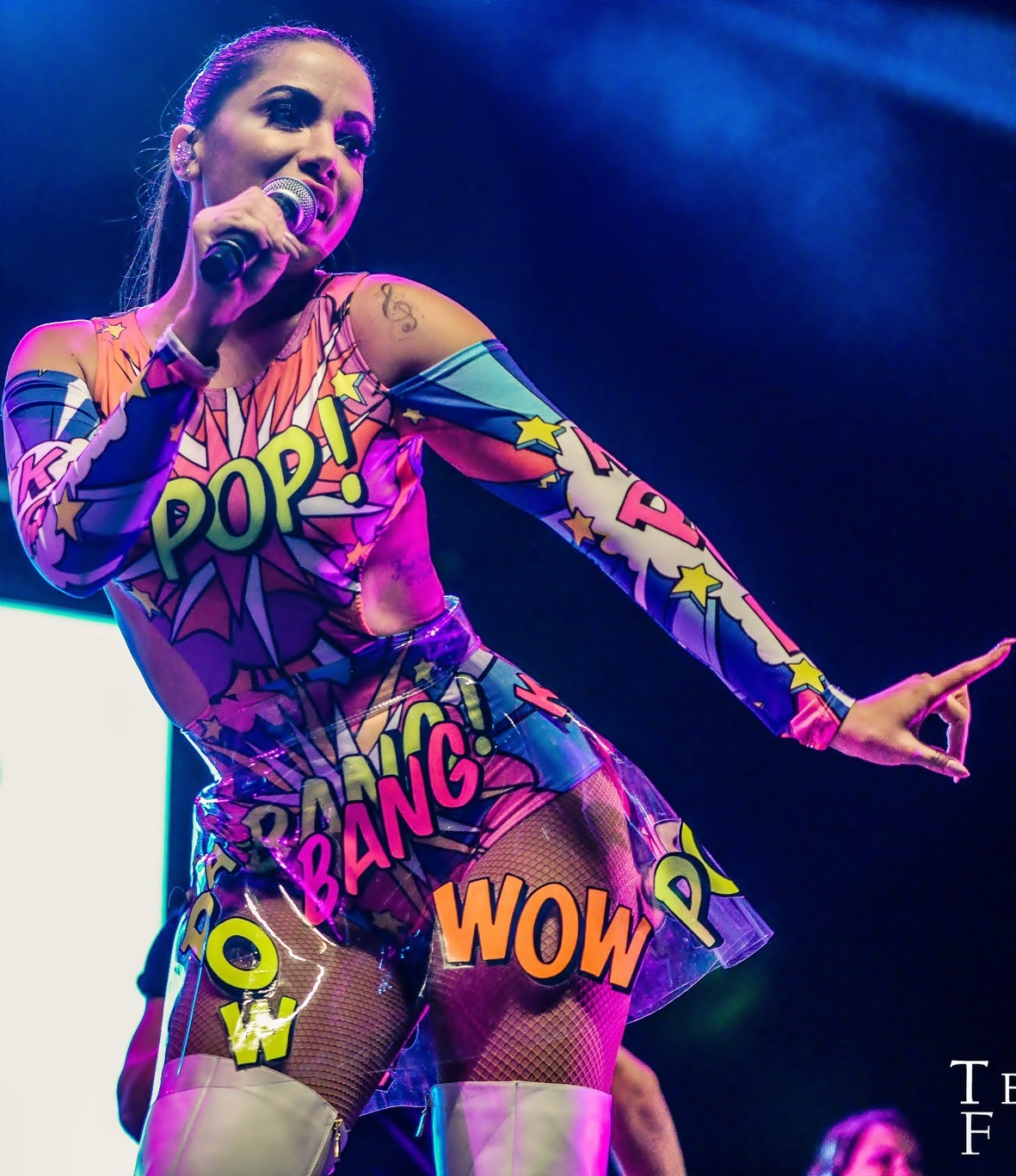
Бразильская певица Анитта, при участии которой была записана песня «Switch».

«Switch» (с англ. — «Переключаю») — песня, записанная австралийской хип-хоп исполнительницей Игги Азалией при участии бразильской певицы Анитты и выпущенная в качестве третьего сингла 19 мая 2017 года в поддержку её второго студийного альбома Digital Distortion, выпуск которого был отменён.

## История
«Switch» была записана Азалией в августе 2016 года. Однако, вокальная партия Анитты на этом треке была записана полгода спустя, в феврале 2017 года.
Релиз сингла прошёл 19 мая 2017 года на лейбле Def Jam Recordings, а также на радио contemporary hit radio и rhythmic contemporary radio 23 мая 2017 года.
26 мая 2017 года Азалия выступила с песней «Switch» в Нью-Йорке в ночном телешоу The Tonight Show Starring Jimmy Fallon, а 18 июня 2017 года выступила на церемонии iHeartRADIO Much Music Video Awards.

## Отзывы
Песня получила положительные отзывы музыкальной критики и интернет-изданий: Idolator, Entertainment Weekly, XXL, People, Complex.

## Музыкальное видео
Через несколько дней после выхода сингла произошла несанкционированная утечка в интернет незавершенной версии его музыкального видео. После этого Азалия заявила, что может не выпустить окончательную версию, поскольку у неё есть большие планы для его официальной премьеры.

## Чарты
| Чарт (2017)                                | Высшая позиция |
| ------------------------------------------ | -------------- |
| Австралия (ARIA)                           | 180            |
| Бельгия/Валлония (Ultratip Bubbling Under) | 20             |
| Бельгия/Фландрия (Ultratop Urban)          | 17             |
| Канада CHR/Top 40 (Billboard)              | 39             |
| Portugal (AFP)                             | 70             |
| Russia Airplay (Tophit)                    | 286            |

## Сертификации
| Регион                                                                      | Сертификация | Продажи |
| --------------------------------------------------------------------------- | ------------ | ------- |
| Бразилия (ABPD)                                                             | Платиновый   | 40,000  |
| Данные о продажах + прослушиваниях приведены только на основе сертификации. |              |         |

## История релиза
| Страна   | Дата        | Формат                 | Лейбл   | Источники |
| -------- | ----------- | ---------------------- | ------- | --------- |
| Весь мир | 19 мая 2017 | Цифровое скачивание    | Def Jam | [ 22 ]    |
| США      | 23 мая 2017 | Contemporary hit radio | Def Jam | [ 5 ]     |
| США      | 23 мая 2017 | Rhythmic contemporary  | Def Jam | [ 23 ]    |